# مات بلوت ليب
مات بلوت ليب (بالإنجليزية: Matplotlib)‏ هي مكتبة تصميم رسوميات خاصة بلغة البرمجة ببايثون ومكتبتها الرياضية نمباي.

## وصلات خارجية
- الموقع الرسمي